# NGC 7653
NGC 7653 (другие обозначения — PGC 71370, UGC 12586, MCG 2-59-38, ZWG 431.58, IRAS23223+1500) — спиральная галактика (Sb) в созвездии Пегас.
Этот объект входит в число перечисленных в оригинальной редакции «Нового общего каталога».
NGC 7653 была открыта 2 ноября 1823 года Джоном Гершелем.
В галактике вспыхнула сверхновая SN 2015bf типа IIn, её пиковая видимая звездная величина составила 17,3.